# 蔡振賢
蔡振賢（Choi Chan In，1993年3月10日—），生於澳門，澳門足球運動員暨體適能教練，司職左後衛，現役澳門足球代表隊成員，曾擔任香港超級聯賽球會理文的體能教練。

## 教練生涯
在2017年夏天，蔡振賢得到當時澳門足總技術總監陳曉明舖橋搭路下，轉戰香港球圈擔任港超聯球會夢想FC的體能教練。
在2018年夏天，蔡振賢轉到擔任由陳曉明執教的港超聯球會理文的體能教練。

## 外部連結
- Choi Chan In （页面存档备份，存于）
- Choi Chan In （页面存档备份，存于）